# 北村維章
北村 維章（きたむら これあき、本名：北村 季俊、1919年3月16日 - 1989年6月21日）は、日本の鹿児島県出身のバンドマスター、ピアニスト、作曲家。

## 概要
東京シンフォニック・タンゴ・オーケストラ、東京コンサート・オーケストラを主宰し、日本にアルゼンチン・タンゴを根付かせた。
旧制中学時代に高木東六に師事し、レコードで聞かせてもらったタンゴに魅せられる。
1939年に帝国音楽学校ピアノ科を卒業する。高等女学校の教師、米軍キャンプ回りなどを経て、1949年に東京シンフォニック・タンゴ・オーケストラを結成する。早川真平と共に日本の戦後のタンゴブームを牽引した。

## 作曲作品
- 『春を待ちましょう』 - 作詞：夏目十郎
- 『儚なき夢』 - 作詞：夏目十郎
- 『風（パソドーブル）』
- 『夕映』